# Gare de Preignac
Gare de Preignac vasútállomás Franciaországban, Preignac településen.

## Vasútvonalak
Az állomást az alábbi vasútvonalak érintik:
- Bordeaux–Sète-vasútvonal

## Kapcsolódó állomások
A vasútállomáshoz az alábbi állomások vannak a legközelebb:
- Gare de Barsac (Gare de Bordeaux-Saint-Jean, Bordeaux–Sète-vasútvonal)
- Gare de Langon (Gare de Sète, Bordeaux–Sète-vasútvonal)